# Willkommen in Gravity Falls
Willkommen in Gravity Falls (Originaltitel: Gravity Falls) ist eine US-amerikanische Zeichentrickserie, die von 2012 bis 2016 von Disney Television Animation produziert wurde. Die Serie wurde von Alex Hirsch entwickelt, der zuvor schon an den Zeichentrickserien The Marvelous Misadventures of Flapjack und Der Fisch-Club beteiligt war. Die erste Folge wurde als Vorschau am 15. Juni 2012 gezeigt. Die reguläre Ausstrahlung erfolgte ab dem 29. Juni 2012 auf dem US-amerikanischen Disney Channel. Am 29. Juli 2013 wurde die Serie offiziell für eine zweite Staffel verlängert, die die Serie abschloss. Am 24. Juli 2018 wurde der Comic Gravity Falls: Lost Legends in den USA herausgebracht, in dem ein Ereignis vor dem Serienanfang spielt, zwei während des Sommers und eines nach dem Serienfinale.

## Inhalt
Die zwölfjährigen Zwillinge Dipper und Mabel werden von ihren Eltern nach Gravity Falls, einem fiktiven Ort in Oregon, geschickt, um dort die Sommerferien bei ihrem Großonkel („Gronkel“) Stan zu verbringen. Dieser besitzt ein bizarres Kuriositätenmuseum, die Mystery Shack. Dort sollen Dipper und Mabel aushelfen.
Schon bei ihrer Ankunft merken die Zwillinge, dass in Gravity Falls nicht alles nur purer Schein ist und die Umgebung von paranormalen Phänomenen heimgesucht wird. Fabelwesen, Ungeheuer und habgierige Bewohner von Gravity Falls bescheren den Kindern immer wieder unglaubliche Abenteuer.
Geheimnisvolle Tagebücher mit sechsfingerigen Handsymbolen dienen Dipper und Mabel als Informationsquelle und Wegweiser. Seit dem Auffinden dieser Bücher sind die Zwillinge auf der Suche nach Antworten und dem verschollenen Autor, denn dieser scheint fast alles über Gravity Falls zu wissen.

## Figuren

### Protagonisten

#### Mason „Dipper“ Pines
Dipper ist der zwölfjährige Zwillingsbruder von Mabel. Er hat braunes, buschiges Haar und trägt stets eine Truckerkappe mit einem blauen Tannenbaum-Symbol. Er hat immer Augenringe. Seine Kleidung besteht aus einer blauen, ärmellosen Weste, einem orangefarbenen T-Shirt und einer khakifarbenen, kurzen Hose. Dipper ist abenteuerlustig, misstrauisch, intelligent und immer auf der Suche nach neuen Rätseln, die er mit Hilfe eines Buches über die Mysterien von Gravity Falls löst. Er tendiert dazu, zu sehr nachzudenken und lange Listen zu schreiben, bevor er zur Tat schreitet. Seine Hobbys umfassen Lesen und Arcade-Automat spielen, weshalb Mabel ihn manchmal als Nerd bezeichnet.
Sein echter Vorname wurde erst nach Ende der Serie, in der Replik des 3. Tagebuchs, bekanntgegeben. Seinen Spitznamen „Dipper“ erhielt er aufgrund eines Muttermals auf seiner Stirn, das die Form des Sternbilds Großer Wagen (engl., „Big Dipper“) hat.
In der ersten Staffel verliebt er sich in die Mitarbeiterin der Mystery Shack, Wendy Corduroy, obwohl sie wesentlich älter ist als er. Er ist der jüngere, aber dennoch vernünftigere Geschwisterteil und einen Millimeter kleiner als seine Schwester. Anders als sie kann er das Erwachsenwerden kaum erwarten.

#### Mabel Pines
Mabel ist die Zwillingsschwester von Dipper. Sie ist eine exzentrische Optimistin; stets gut gelaunt und aufgeschlossen bildet sie das charakterliche Gegenstück zu Dipper. Mabel hat langes, dunkelbraunes Haar, trägt mit Vorliebe bunte Strickpullis mit verschiedenen Motiven wie Lamas oder Sternschnuppen, einen kurzen Rock und einen Haarreif. Außerdem muss sie eine Zahnspange tragen. Mabel mag Boygroups, Pyjama-Partys und interessiert sich für Jungs. Stets auf der Suche nach der großen Liebe, hatte sie Dates mit verschiedenen, zum Teil auch übernatürlich begabten Jungen in Gravity Falls (zum Beispiel mit dem Meermann Mermando), aber auch mit einfachen Menschen wie Li’l Gideon.
In der Folge Das Schwein der Zeitreisenden gewinnt sie ein Hausschwein, das sie „Schwabbel“ (engl. „Waddles“) nennt. Sie hat in Gravity Falls zwei beste Freundinnen namens Candy und Grenda. Sie ist genau fünf Minuten älter und einen Millimeter größer als ihr Bruder, verhält sich jedoch sehr kindisch und unreif. Anders als ihr Bruder ist sie strikt gegen das Erwachsenwerden und würde am liebsten für immer ein Kind bleiben, um Spaß zu haben.

#### Stanley „Gronkel Stan“ Pines
Stan ist der ruppige Großonkel von Dipper und Mabel. Stan hat graue, buschige Haare, trägt eine große Brille und hat eine auffällige Knollennase. Er trägt meistens einen schwarzen Anzug, ein weißes Hemd mit schmaler, roter Fliege und schwarze Hosen. Als Kopfbedeckung dient ihm ein purpurner Fez mit einem Mond-ähnlichen Symbol darauf. Zu seinen Hobbys zählen Glücksspiele und Fernsehen. Stan lebt in der Mystery Shack, einer Touristenfalle in Form eines vorgeblichen Kuriositätenmuseums, das er den Touristen als „weltweit bizarrstes Museum“ vorstellt. In Wahrheit ist das Geschäft mit selbstgebastelten Fälschungen und Ramsch gefüllt.
Zu der Zeit, als Stan nach Gravity Falls zog, verdiente er sein Geld mit einem Wachsfigurenkabinett. Als die Ausstellung irgendwann kein Geld mehr einbrachte, zog Stan die Mystery Shack auf. In erster Linie ist Gronkel Stan Verkäufer und seine Methoden, Geld zu verdienen, scheinen nicht immer legal zu sein. Sein Geschäft führt er rücksichtslos und knallhart, auch Dipper und Mabel müssen im Laden aushelfen. Insgeheim jedoch ist er stets sehr besorgt um die Kinder, weil deren Neugierde sie immer wieder in lebensgefährliche Situationen führt.
Gegen Ende der ersten Staffel wird enthüllt, dass Gronkel Stan unter der Mystery Shack ein riesiges Hightech-Labor versteckt, in dem sich eine Apparatur befindet. Im Verlauf der zweiten Staffel wird erklärt, dass es sich dabei um eine Erfindung zur Öffnung eines Portals in eine andere Dimension handelt, mit dessen Hilfe er seinen Zwillingsbruder wieder nach Gravity Falls bringt.

#### Stanford Filbrick „Gronkel Ford“ Pines
Ford ist Stans Zwillingsbruder, somit ebenfalls Großonkel von Dipper und Mabel und der Autor der Tagebücher. Ford sieht seinem Zwillingsbruder sehr ähnlich, hat jedoch eine wildere Frisur mit einem silbernen Querstreifen, zudem ist sein Dreitagebart weniger ausgeprägt als der von Stan. Der optische Hauptunterschied zwischen ihm und Stan ist jedoch, dass Ford je sechs Finger an beiden Händen hat. Zudem ist Stanford hochintelligent und, wie Stan es ausdrückt, ein ziemlicher Nerd. Wie sein Großneffe Dipper ist auch er ein großer Fan des Pen & Paper Rollenspiels Dungeons, Dungeons & noch mehr Dungeons.
Er kam als erster der Pines-Familie nach Gravity Falls, um die Seltsamkeit des Ortes zu untersuchen. In seiner Vergangenheit war er einst mit Bill Cipher befreundet, bemerkte jedoch gerade noch rechtzeitig, dass er von diesem nur benutzt und betrogen worden war. Gemeinsam mit Fiddleford McGucket baute er das transuniverselle polydimensionale Portal, angeregt von Bill Cipher, um damit die Mysterien Gravity Falls zu lösen.
Nach einem missglückten Experiment holte er seinen Bruder nach Gravity Falls in sein Labor, dabei gerieten sie aber in Streit, der in einem Kampf um das erste Tagebuch mündete, bei dem Stanford dann von Stanley in das beim Kampf versehentlich aktivierte Portal gestoßen wurde, dabei wurde das Portal jedoch stark beschädigt. Stanley, der Zeuge des Unglücks war, versucht seitdem seinen Bruder wieder zurückzuholen. Um Geld zu verdienen, baut er die Forschungshütte von Ford in die Mystery Shack um. Zum Anfang der zweiten Staffel gelingt die Reparatur des Portals und Ford kommt wieder nach Gravity Falls.

#### Wendy Blerble Corduroy
Wendy ist ein 15-jähriges Mädchen und Teilzeitmitarbeiterin in der Mystery Shack. Sie ist hochgewachsen, schlaksig und hat hüftlanges, fuchsrotes Haar (was in ihrer Familie liegt). Wendy trägt ein dunkelkariertes, grünes Holzfällerhemd, dunkle Jeans und braune Stiefel. Sie entstammt einer alteingesessenen Holzfällerfamilie, ihr Vater ist Daniel „Mannsbild Dan“ Corduroy, ein streitlustiger Muskelprotz. Ihre Mutter wird dem Publikum nicht vorgestellt, dafür hingegen ihre drei jüngeren Brüder. Wendys Charakter zeichnet sich durch eine Mischung aus Rebelligkeit, Coolness und Unabhängigkeit aus, sie tut stets nur das, was ihr gefällt.
Sie nimmt ihren Job in Gronkel Stans Laden nicht wirklich ernst und führt ihn entsprechend nachlässig aus. Während ihrer Freizeit hilft sie unter anderem als Pool-Aufsicht und Busfahrerin aus. In der ersten Staffel ist Wendy mit Robbie Valentino zusammen, trennt sich aber vor Staffelende von ihm.

#### Jesús Alzamirano „Soos“ Ramirez
Soos ist der Handwerker in der Mystery Shack. Er ist außerdem ein Freund von Dipper und Mabel. Soos ist 22 Jahre alt, stark übergewichtig, hat auffallend hervorstehende Vorderzähne und sehr kurzes, dunkelblondes Haar. Er trägt eine olivfarbene Kappe und ein moosgrünes T-Shirt mit einem dunklen Fragezeichensymbol vorn und dem Schriftzug „Staff“ auf der Rückseite. Das T-Shirt stellt offensichtlich seine Arbeitskluft dar. Er trägt außerdem eine beigefarbene, kurze Hose. Soos ist ziemlich ungeschickt und wirkt oft einfältig, mit Frauen hat er kein Glück und er wohnt noch bei seiner Großmutter.
Er hatte eine kurze Romanze mit einem computersimulierten Mädchen namens Giffany, macht jedoch mit ihr wegen ihres obsessiven Verhaltens Schluss. Danach freundet er sich mit einer Supermarkt-Angestellten namens Melody an. Trotz seiner Unsicherheit steht er zu dem, was er sagt und tut, und unterstützt Dipper und Mabel, wo er nur kann. Zu seinen Hobbys zählen DJ-ing, flippern, Computerspiele, „FCLORP“ (Freilaufende clever-lustige Ordensritter in Rüstungen aus Pappe; Hommage an LARP), Lasertag und Essen.

### Antagonisten

#### Bill Cipher
Bill ist der am meisten gefürchtete Antagonist in Gravity Falls. Sein Name und seine Gestalt sind eine Anspielung auf das Auge der Vorsehung im Großen Siegel der Vereinigten Staaten, wie es auch auf der Ein-Dollar-Banknote erscheint. Mit dem Illuminatenorden hat er jedoch nichts zu tun. Bill Cipher ist zweidimensional, dreieckig, einäugig und goldgelb. Gegen Ende der zweiten Staffel erhält er kurzzeitig eine dreidimensionale Form. Er hat weder Mund, noch Nase, noch Ohren. Seine Arme und Beine sind dünn und schwarz. Er trägt eine schwarze Fliege, einen hohen, schwarzen Zylinder und manchmal einen schwarzen bzw. goldfarbenen Gehstock.
Bill ist ein unglaublich starker Traumdämon, der die Macht hat, in die Zukunft und Vergangenheit zu blicken, die Zeit zu manipulieren und von schlafenden oder bewusstlosen Menschen Besitz zu ergreifen. Er kann außerdem Gedanken lesen, Träume deuten und ebenso manipulieren, seine Gestalt ändern und Gegenstände telekinetisch bewegen. Es ist unbekannt, woher Bill Cipher kommt, er kann wie ein Dschinn beschworen werden, aber offenbar auch selbsttätig in die Menschenwelt überwechseln.
Sein eigentliches Anliegen und Ziel ist es, seine Heimatdimension mit der Welt der Menschen zu verbinden. Zu diesem Zweck verleitete er Stanford Pines dazu, das Raum-Zeitportal zu errichten. Es ist denkbar, dass er die Menschen einfach nur hasst und nichts lieber tut, als sie gegeneinander aufzuhetzen oder auszunutzen. In Bills Augen sind Menschen nur Nutzvieh. Dazu passt sein Charakter, der von Gehässigkeit, Zynismus und sprunghafter Cholerik geprägt ist. Er scheint jedoch von Gravity Falls fasziniert zu sein: als er sich Li’l Gideon zum ersten Mal vorstellt, erfährt der Zuschauer, dass Bill schon mehrmals in der Stadt war, und später, dass der Dämon schon seit Äonen Menschen manipuliert, um seine Ziele zu verwirklichen.

#### „Li’l“ Gideon Charles Gleeful
Li’l Gideon ist ein weiterer Hauptantagonist und der Erzfeind von Gronkel Stan. Gideon ist neun Jahre alt und recht stämmig. Er hat weiße Haare, die er zu einer übertrieben großen Elvis-Tolle hochgestylt hat. Er trägt einen vergissmeinnicht-blauen Anzug und ebenso blaue Hosen, und weil er großzügig Pomade benutzt, wirkt er insgesamt wie eine wandelnde Bauchrednerpuppe. Gideon ist für sein Alter sehr frühreif, arrogant und berechnend. Er kann außerdem sehr rachsüchtig und ausfallend werden, vor allem, wenn er nicht bekommt, was er haben will.
Zu Beginn der Serie ist er im Besitz eines magischen Jadeamuletts, das ihm telekinetische Kräfte verleiht. Gideon hat es auf Mabel abgesehen, er macht ihr Avancen und will sie aus unerfindlichen Gründen heiraten. Dass er schließlich von ihr abgewiesen wird, verkraftet Gideon lange Zeit nicht. Außerdem war es Mabel, die Gideons Amulett zerstört hat.
Er fand einst das zweite Tagebuch und benutzt es oft um Dipper und Co. damit zu schaden. Seine Abneigung gegen Gronkel Stan fußt auf geschäftlichem Konkurrenzdenken: Gideon besitzt und leitet das Tent of Telepathy („Zelt der Telepathie“), ein Zirkuszelt, in dem er gefakte Zauberei- und Telepathieshows aufführt, um den einfältigen Bewohnern von Gravity Falls das Geld aus der Tasche zu ziehen. Auch manipuliert er Außenstehende mit seiner gespielt niedlich-unschuldigen Art. Gideon scheint sehr viele Geheimnisse um Gravity Falls zu kennen. Er versucht die Mystery Shack und die Stadt einzunehmen, um an die geheimnisvollen Bücher zu gelangen.

#### Robbie Stacey Valentino
Robbie ist Dippers erklärter Erzfeind. Er ist 16 Jahre alt und ein typischer Gruftie, trägt schlabberige, dunkle Sweatshirts und enge Jeans. Sein schwarzes, kinnlanges Haar ist mehr oder weniger ungekämmt und hängt ihm über Stirn und Augen. Sein Gesicht ist pickelig und sein Kinn mit fusseligem Haar bestückt. Sein ganzes Auftreten wirkt träge, betont gelangweilt und ignorant. Er geht keiner geregelten Tätigkeit nach.
Robbies Lieblingsbeschäftigung sind Graffiti sprühen (vor allem dort, wo es verboten ist) und Kinder schikanieren. Er spielt außerdem leidenschaftlich gern Rockgitarre, sehr zu Dippers Missfallen. Überhaupt kann die Beziehung zwischen Dipper und Robbie nur als feindselig bezeichnet werden: Beide sind eifersüchtig aufeinander, weil beide auf Wendy Corduroy stehen. Obgleich Robbie weder an den Geheimnissen um Gravity Falls, noch an den mystischen Büchern interessiert ist, kann er als Antagonist der Serie angesehen werden, da er die Helden immer wieder in seine kriminellen Machenschaften (wie z. B. Einbruch und Vandalismus) hineinzieht.

#### Pacifica Elise Northwest
Pacifica ist Mabels erklärte Erzfeindin. Sie trägt eine hellblonde Ponyfrisur, meist pink- oder fliederfarbene Klamotten und große Kreolen als Ohrringe. Pacifica entstammt einer Millionärsfamilie, was sie oft genug zur Schau stellt, um Mabel zu provozieren oder um die Bewohner von Gravity Falls auf ihre Seite zu ziehen. Ihre Hobbys sind Shopping, Minigolf und Partys. Pacifica ist maßlos verzogen, respektlos, hochnäsig, sehr berechnend und frühreif. Sie löst ihre Probleme fast ausnahmslos mit Geld.
Um die Geheimnisse um Gravity Falls scheint sie sich nicht sonderlich zu kümmern, ihr geht es in erster Linie um die Rivalität mit Mabel. An Gravity Falls interessiert sie nur das Ansehen und Prestige, das ihre Familie in der Gemeinde genießt. Ab der zehnten Folge der zweiten Staffel freundet sie sich aber langsam mit Dipper und Mabel an, nachdem Dipper ihre Familie vor einem Geist beschützt. In dieser Episode erfährt der Zuschauer den vollen Namen von Pacifica. Außerdem wird klar, dass sie heimlich in Dipper verliebt ist.

### Wiederkehrende Nebenfiguren

#### Fiddleford Hadron McGucket
Auch Alterchen McGucket (im Original Old Man McGucket) genannt, ist ein seniler, geistig verwirrter Greis, der auf der Mülldeponie von Gravity Falls haust und von den Stadtbewohnern gemieden wird. McGucket trägt einen zerschlissenen, ledernen Arbeitsoverall und einen großen, ebenso abgenutzten Hut. Seine einstigen Kopfhaare hat er allesamt verloren, teilweise altersbedingt, teilweise hat er sie sich selbst ausgerissen. Ihm fehlen einige Zähne und auf seinem riesigen, weißen Bart klebt ein Pflaster. Fiddleford war in seiner Jugend ein hochintelligenter und geschickter Erfinder. Er erschuf Wunderwerke technischer wie wissenschaftlicher Natur und er war auch maßgeblich an der Erschaffung des Raum-Zeit-Portals, das sich heute unter der Mystery Shack befindet, beteiligt gewesen.
Vor etwas mehr als 30 Jahren gab es einen Zwischenfall, für den sich Fiddleford die Schuld gab. Traumatisiert und unglücklich kreierte er eine Energiepistole, welche die negativen Erinnerungen des Anwenders auslöscht. Weil Fiddleford den Apparat zu oft benutzte, wurde seine Psyche schwer beschädigt, bis seine Persönlichkeit auf seinen heutigen, labilen Zustand reduziert wurde. Das Einzige, was von seiner einstigen Persönlichkeit übrig blieb, sind sein Erfindergeist und technisches Geschick. Beides nutzt er nun, um einerseits die Bewohner von Gravity Falls für ihr Gespött zu bestrafen, andererseits aber auch, um Dipper, Mabel und Gideon zu helfen.
McGucket stand eine Zeit lang im Verdacht, der geheimnisvolle Autor der mystischen Bücher zu sein. Als Dipper und Mabel es jedoch schaffen, einen wichtigen Teil von McGuckets Erinnerungen wiederherzustellen, stellt sich heraus, dass der alte Mann dem wahren Autor nur assistiert hatte.

#### Blendin Blenjamin Blandin
Ein korpulenter Mann mit sehr kurzen Haaren und Brille, der aus einer sehr fernen Zukunft stammt und für eine Organisation namens Agentur für Zeitkorrektur arbeitet. Die Organisation untersucht versehentlich ausgelöste Zeitanomalien, korrigiert sie und beseitigt deren Spuren. Blandin wird aufgrund der gehäuften paranormalen Ereignisse regelmäßig nach Gravity Falls versetzt, um dort „aufzuräumen“. Er tut seine Arbeit zwar gewissenhaft, ist aber etwas tollpatschig und/oder übersieht gelegentlich Spuren. Als er von Dipper und Mabel überrascht und aufgedeckt wird, verrät er, dass er Bill Cipher kennt. Tatsächlich wird Blandin von Bill mehrfach besessen und kontrolliert.

#### Toby Determined
Toby ist der örtliche Boulevard-Reporter von Gravity Falls. Er ist klein und zierlich, trägt einen buschigen Schnauzer und eine große Brille. Sein schütteres Haar ist rötlich-braun und strähnig, seine Ohren sind übergroß und etwas abstehend. Seine Kleidung besteht aus einer karierten Hose mit Hosenträgern, einem weißen Hemd und einem Schlapphut mit Steckzettel. Toby ist ängstlich, schreckhaft und leicht irritierbar. Er wünscht sich nichts sehnlicher als Anerkennung und Prestige als Profi-Journalist. Für ein paar richtig gute Storys nebst hohen Auflagen würde er (fast) alles tun. So hilft er beispielsweise Gideon sowie dem örtlichen Sheriff Blubs und dessen Deputy Durland. Er ist heimlich in die Nachrichtensprecherin Shandra Jimenez verliebt. Seit der Apokalypse, besser bekannt als Seltsamageddon, nennt er sich „Bodacious T“.

#### „Lazy“ Susan Wentworth
Lazy Susan ist Besitzerin der Gaststätte Greasy’s Diner. Ihr linkes Auge ist aufgrund einer Ptosis (Augenliderschlaffung) ständig geschlossen, was ihr den Spitznamen „Lazy Susan“ (das engl. lazy für „faul“ bezieht sich auf das Augenlid) einbrachte. Susan ist mollig und trägt buschiges, graues Haar, das sie teilweise hochtoupiert hat. Sie trägt einen mauvefarbenen Einteiler und eine weiße Schürze. Sie wirkt auf den ersten Blick einfältig und naiv, ist aber sehr aufgeweckt und leutselig. Sie kennt den neuesten Klatsch und Tratsch und scheint auch von einigen Kreaturen zu wissen, die in der Umgebung von Gravity Falls hausen. Susan scheint Gronkel Stan sehr zu mögen, sie überreicht ihm später sogar ihre Telefonnummer.

#### Candy Chiu und Grenda
Candy und Grenda sind Mabels beste Freundinnen. Candy ist ein zierliches, asiatisches Mädchen mit langen und glatten, schwarzen Haaren und einer rundlichen Brille. Sie trägt einen dünnen Pulli mit Querbinden, einen kurzen Rock und lange, weiße Kniestrümpfe. Sie ist sehr gebildet, aufmerksam und eher schüchtern. Zu ihren Hobbys zählen Fotografieren und Pyjama-Partys.
Grenda hingegen ist sehr burschikos, hat eine auffallend tiefe Stimme und ist für ein Mädchen ihres Alters sehr muskulös bis massig gebaut. Sie hat lange, dunkle Haare, die sie zu einem Pferdeschwanz zusammengebunden hat. Sie trägt pinkfarbene T-Shirts und dunkle, fliederfarbene kurze Hosen. Ihr grobschlächtig wirkendes Äußeres nutzt Grenda jedoch nur, um ihre Freundinnen zu verteidigen, ansonsten ist sie eher unsicher und ängstlich. Sie hält sich einen Leguan als Haustier. Sie hat einen festen Freund, nämlich den österreichischen Prinz Marius von Fundshauser.

#### Sheriff Daryl Blubs und Deputy Edwin Durland
Blubs ist der Sheriff von Gravity Falls. Er ist dunkelhäutig, dick und trägt einen weißen Schnurrbart. Er ist faul und trinkt oft Kaffee. Durland ist der Kollege von Sheriff Blubs. Er kann nicht lesen und wirkt grundsätzlich eher naiv. Er ist schlaksig, hat große Ohren und eine zusammengewachsene Augenbraue. Beide sind die einzigen Polizisten von Gravity Falls und beklagen oft, dass die Kleinstadt „öde“ sei (obgleich sie die paranormalen Großereignisse wahrnehmen). Gegen Ende der Serie wird enthüllt, dass Blubs und Durland ein Paar sind.

## Kreaturen und Haustiere

### Schwabbel
Schwabbel (im engl. Original Waddles) ist ein rosafarbenes Hausschwein, das Mabel auf dem Mysterien-Jahrmarkt gewonnen hat. Schwabbel ist stubenrein, sehr klug und anhänglich. Das Tier beherrscht ein paar einfache Kunststücke. In einer Episode erlangt Schwabbel durch den Verzehr magischer Pilze überdurchschnittliche Intelligenz und dadurch die Fähigkeit, Maschinen zu bauen, die für ihn sprechen können oder seine Intelligenz noch weiter erhöhen. Er macht seine Fähigkeiten jedoch bald wieder rückgängig, weil er lieber bei Mabel bleiben will und befürchtet, von der Öffentlichkeit nur ausgenutzt zu werden.

### Giselle
Giselle (im engl. Original Gompers) ist Gronkel Stans Hausziege. Der Bock hat haselnussbraunes Fell, einen großen, sattelförmigen, dunkelbraunen Fleck auf dem Rücken und eine auffällige, buschige Haarlocke zwischen den Hörnern. Das linke Horn ist zur Hälfte weggebrochen. Bauch und Schwanz sind sehr blass, fast weiß. Giselle schleicht immer wieder durch das Haus und frisst alles an, was nicht niet- und nagelfest ist. Im englischen Original wurde der Ziegenbock nach Samuel Gompers benannt.

### Zwerge
Im nahegelegenen Wald von Gravity Falls lebt unter anderem ein großer Volksstamm von Zwergen. Bis auf den Anführer Jeff und seinen Untergebenen Shmebulock, der nur seinen Namen aussprechen kann, haben alle Zwerge das gleiche Aussehen: Sie haben weiß-graues Haar, buschige Schnurrbärte und ebenso buschige Backenbärte. Sie tragen große, rote Spitzhüte, graue Hemden und dunkel-graublaue Hosen. Anführer Jeff hingegen hat braune Haare und keinen Schnurrbart.
Die Zwerge versuchen zu Beginn der Serie, Mabel zu entführen, weil sie eine Königin suchen. Später helfen sie Dipper und Mabel, Gideon zu bezwingen. Eine spezifische Schwäche scheinen sie nicht zu haben, können sich allerdings nicht zur Wehr setzen, als Mabel nach ihrer Befreiung das Laubgebläse einsetzt und sie hinfortfegt. Außerdem sieht man in einer Folge, dass Gideon sie mit einer Hundepfeife unter Kontrolle bringt. In weiteren Episoden sieht man die Zwerge durch die Stadt schleichen, um Kuchen zu stibitzen.

### Lilliputtiner
Die Lilliputtiner sind kleine Lebewesen in Gestalt lebender Golfbälle, die in den Löchern des Gravity Falls Royal Putt Hutt Minigolfplatz leben und die Bälle der Minigolfspieler durch das Innere der Bahnen befördern. Als Mabel sich mit Pacifica einen Minigolfwettbewerb liefern will, besticht Mabel die Männchen, um so zu gewinnen. Jedoch bricht daraufhin ein Krieg zwischen den verschiedenen Bahnen aus und Pacifica merkt, dass Mabel schummeln wollte.

## Synchronisation
Die Synchronarbeiten fanden bei der SDI Media Germany in Berlin statt. Karlo Hackenberger schrieb das Dialogbuch und führte zusammen mit Andi Krösing, Julia Stoepel und Christian Press die Dialogregie, Michael Ernst leitete die musikalischen Aufnahmen.
| Rolle                                            | Originalsprecher         | deutsche Sprecher                                                     |
| ------------------------------------------------ | ------------------------ | --------------------------------------------------------------------- |
| Mason „Dipper“ Pines                             | Jason Ritter             | Ozan Ünal                                                             |
| Mabel Pines                                      | Kristen Schaal           | Luisa Wietzorek                                                       |
| Großonkel Stanley „Gronkel Stan“ Pines           | Alex Hirsch              | Bernd Vollbrecht                                                      |
| Jesús Alzamirano „Soos“ Ramirez                  | Alex Hirsch              | Karlo Hackenberger                                                    |
| Fiddleford Hadron „Alterchen“ McGucket           | Alex Hirsch              | Gerald Schaale                                                        |
| Bill Cipher                                      | Alex Hirsch              | Jesco Wirthgen                                                        |
| Großonkel Stanford Filbrick „Gronkel Ford“ Pines | J. K. Simmons            | Thomas Nero Wolff                                                     |
| Li’l Gideon Gleeful                              | Thurop van Orman         | Christian Gaul                                                        |
| Bud Gleeful                                      | Stephen Root             | Tom Deininger Frank Schröder (Folge 39–40)                            |
| Wendy Blerble Corduroy                           | Linda Cardellini         | Giovanna Winterfeldt (bis Folge 38) Marie-Luise Schramm (Folge 39–40) |
| Daniel „Mannsbild Dan“ Corduroy                  | John DiMaggio            | Tilo Schmitz                                                          |
| Robbie Stacey Valentino                          | T. J. Miller             | Julius Jellinek (bis Folge 37)                                        |
| Tyler Cutebiker                                  | Will Forte               | Rainer Fritzsche                                                      |
| Sheriff Daryl Blubs                              | Kevin Michael Richardson | Jürgen Kluckert                                                       |
| Deputy Edwin Durland                             | Keith Ferguson           | Sven Plate                                                            |
| Lazy Susan Wentworth                             | Jennifer Coolidge        | Almut Zydra                                                           |
| Toby Determined                                  | Gregg Turkington         | Uwe Büschken                                                          |
| Thompson                                         | Michael Rianda           | Nick Forsberg                                                         |
| Candy Chiu                                       | Niki Yang                | Shanti Chakraborty                                                    |
| Grenda                                           | Carl Faruolo             | Peter Lontzek                                                         |
| Pacifica Northwest                               | Jackie Buscarino         | Julia Stoepel                                                         |
| Blender Blandin                                  | Justin Roiland           | Bernhard Völger                                                       |
| Zeit-Baby                                        | Dave Wittenberg          | Mathias Kunze                                                         |
| Multibär                                         | Alfred Molina            | Uli Krohm                                                             |
| Shandra Jimenez                                  | Kari Wahlgren            | Nina Herting                                                          |
| Melody                                           | Jillian Bell             | Silvia Mißbach                                                        |
| Franz                                            | Patton Oswalt            | Wanja Gerick                                                          |
| Marius von Fundshauser                           | Matt Chapman             | Wanja Gerick                                                          |